# Острів Герасимова
О́стрів Гера́симова (рос. Остров Герасимова) — невеликий острів у затоці Петра Великого Японського моря. Знаходиться за 1,1 км на південний схід від півострова Янковського при вході до Слов'янської затоки. Адміністративно належить до Хасанського району Приморського краю Росії.

## Географія
Острів видовжений з півночі на південь на 1,4 км, максимальна ширина — 300 м. Береги високі, скелясті, стрімкі обриваються до моря. Острів більшою частиною вкритий чагарниками та травою. Західний берег обмежений неширокою смугою гальки та валунів. Від сусіднього острова Сидорова відокремлений протокою Стеніна. На південному мисі встановлено маяк. Південний мис за геологічною будовою схожий до мису Брюса, що знаходиться за 2,7 км на південь.

## Історія
Острів досліджений та нанесений на карту експедицією підполковника корпусу флотських штурманів Василя Бабкіна в 1862–1863 роках з борту корвета «Калевала». Названий на честь старшого штурмана прапорщика В. І. Герасимова.